# Lioubomyra Mandziy
Lioubomyra Mandziy (en ukrainien : Любомира Степанівна Мандзій), née le 10 mai 1973 à Kiev (RSS d'Ukraine, URSS) et morte le 27 novembre 2021, est une femme d'État et militaire ukrainienne.

## Biographie
Elle est née à Opaka, Raion de Drohobych, Oblast de Lviv, mariée à Taras Mandziy. Elle décède le 27 novembre 2021.
Elle était diplômée de l'Université de Lviv et y a été enseignante. De 2001 à 2016 elle a enseigné à l'université de Lviv au département de Sciences politiques.

### Carrière politique
En 2015 elle se présentait à l'élection pour l'Oblast de Lviv sous la bannière du parti Solidarité européenne, sans succès.
Elle était ministre de l'Éducation et de la Science du Gouvernement Chmyhal,.